# Shin Megami Tensei: Digital Devil Saga 2
 (avril 2020).
Si vous disposez d'ouvrages ou d'articles de référence ou si vous connaissez des sites web de qualité traitant du thème abordé ici, merci de compléter l'article en donnant les références utiles à sa vérifiabilité et en les liant à la section « Notes et références ».
Shin Megami Tensei: Digital Devil Saga 2 est un jeu vidéo de rôle, développé par Atlus en 2004. Il s'agit de la suite et de la fin de l'épopée de l'Embryon initiée par Digital Devil Saga.
Le jeu est sorti sur PlayStation 2 au Japon et aux États-Unis en 2005, et en Europe en 2007, sept mois après la sortie du premier opus. Il a été édité par Ghostlight en Europe.

## Scénario
Au terme d'un combat épique contre Angel au sommet de la Tour du Karma, les cinq membres de l'Embryon et Sera, le Cyber Shaman, furent aspirés et projetés dans le Nirvana, le paradis pour lequel ils se sont battus. Toutefois, ce nouveau monde ressemblait à un nouvel enfer : dominé par le Soleil Noir, dont les rayons changent en pierre tous ceux qui le regardent, le Nirvana est un monde aride où les humains sont classés entre ceux qui croient en la Karma Society et ceux qui n'y croient pas. La première catégorie vit dans l'opulence à Karma City et les autres sont traqués et dévorés par les soldats de la société.
Débarqués dans ce milieu trouble, séparés, les membres de l'Embryon cherchent à se réunir et à sauver Sera afin de comprendre l'imbroglio dans lequel ils sont tombés ; pour cela, ils rejoignent un mouvement de résistance nommé Lokapala. Leurs pérégrinations leur apprendront la vérité sur leur existence, leur passé, et auront des conséquences irréversibles sur le monde de Nirvana...

## Personnages
L'EmbryonLe groupuscule de cinq combattants qui a triomphé des Tribus de la Junkyard. Leurs membres sont Serph, Argilla, Heat, Gale et Cielo.
RolandLeader de Lokapala qui jurera fidélité à l'Embryon. Il a un net penchant pour l'alcool et en sait plus sur la Karma Society que beaucoup d'habitants du Nirvana. Son démon Indra est affilié à la Foudre. Il utilise un fusil à pompe sous sa forme humaine.
FredUn jeune garçon sauvé des soldats par l'Embryon. Gale le prendra en affection et tentera de lui faire surmonter ses doutes.
SeraLa mystérieuse jeune fille aux cheveux noirs qui mena la guerre de la Junkyard à un terme. Désormais capable de se transformer en démon, elle reste la clé du mystère aux yeux de l'Embryon. Elle est la fille d'Angel.
Margot "Madame" CuvierUn ancien savant qui provoqua l'arrivée du Soleil Noir et fit passer cet événement pour la colère de Dieu. Elle représente l'ennemi Loi du jeu, en référence aux premiers Shin Megami Tensei. Son nom fait référence à Marie Curie.
Jenna AngelLe directeur technique de la Karma Society et la responsable du projet Atma. Elle s'opposera à Madame afin de ramener l'humanité à la sélection naturelle. Elle représente l'ennemi Chaos.

## Système de jeu
Le système de combat n'a pas fondamentalement changé depuis le premier Digital Devil Saga. Le principe reste le combat au tour par tour, basé sur l'exploitation des Forces et des Faiblesses.
Les combats sont aléatoires et très fréquents. Les personnages au front, entre 1 et 3, ont une forme démoniaque et une forme humaine, chacune ayant ses avantages et ses inconvénients. Ils peuvent utiliser une attaque simple, des sorts (coûtent des MP) ou des attaques physiques (coûtent des HP) pour blesser leurs adversaires. Utiliser une Faiblesse, placer un coup critique ou rester inactif octroie un tour supplémentaire, mais si l'ennemi esquive l'attaque ou est immunisé à l'élément exploité, il perd un tour. Les renvois ou absorption de dégâts réduisent les tours disponibles à zéro.
Ce nouvel opus introduit le mode Berserk, qui se déclenche au premier combat entamé quand le Solar Noise est à 7 ou 8. Les personnages sont moitié démons, moitié humains. Leur puissance d'attaque est démultipliée et il gagne deux fois plus d'expérience. En contrepartie, leur précision et leur défense sont grandement diminuées et leurs magies sont inutilisables.
La grille des Mantras a été redéfinie selon une mosaïque et non une suite de lignes. Le rendu se rapproche des Permis de Final Fantasy XII ou du Sphérier de Final Fantasy X.

## Inspirations
Si les influences bouddhistes sont toujours présentes, elles sont bien plus discrètes qu'auparavant. Le jeu se déroule dans une ambiance beaucoup plus réaliste, pour des raisons expliquées au début de l'intrigue. L'antagonisme incarné par la Karma Society repose sur un aspect bien plus politique que la rivalité pure qui opposait les chefs de Tribus de la Junkyard, et peut mener à l'une des questions fondamentales des Shin Megami Tensei : l'humanité perd-elle systématiquement sa liberté quand elle choisit de se reposer à une philosophie commune dans l'espoir de voir cesser sa souffrance ?